# Посока (Турецький повіт)
Посока (пол. Posoka) — село в Польщі, у гміні Пшикона Турецького повіту Великопольського воєводства.
Населення — 142 особи (2011).
У 1975-1998 роках село належало до Конінського воєводства.

## Демографія
Демографічна структура станом на 31 березня 2011 року:
|          | Загалом | Допрацездатний вік | Працездатний вік | Постпрацездатний вік |
| -------- | ------- | ------------------ | ---------------- | -------------------- |
| Чоловіки | 77      | 11                 | 52               | 14                   |
| Жінки    | 65      | 13                 | 38               | 14                   |
| Разом    | 142     | 24                 | 90               | 28                   |